# Mor Stein
La Mor Stein, connue également sous le nom de Standing Stone of Shapinsay,, est le nom d'un mégalithe situé dans l'archipel des Orcades, en Écosse.

## Situation
La pierre se dresse dans un champ situé dans le sud-ouest de l'île de Shapinsay, à environ cinq kilomètres à l'est-nord-est de Balfour (en).

## Description

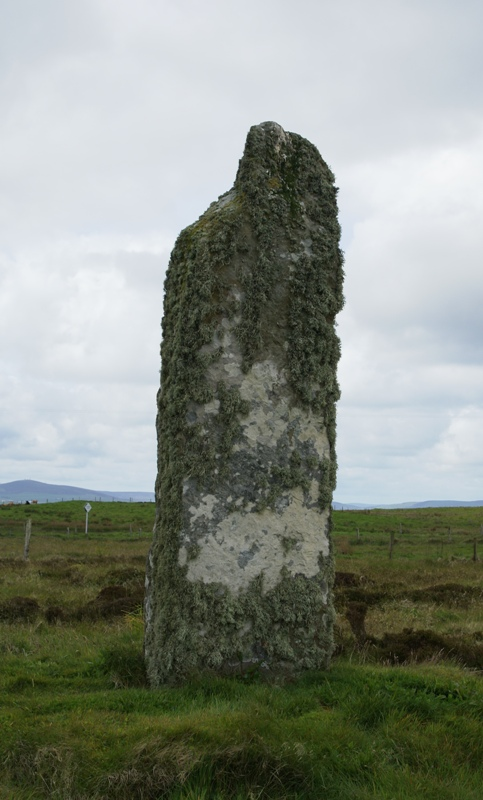

Il s'agit d'un menhir orienté est-ouest mesurant 2,90 m de hauteur pour une largeur de 95 cm et une épaisseur de 45 cm,.
En 1796, la pierre a été décrite comme ayant une taille de 3,66 m ; elle fut renversée et redressée au début du XXe siècle.